# RK Veulpoepers BV
RK Veulpoepers BV est un groupe néerlandais de folk, originaire de Hilvarenbeek, dans le Brabant-Septentrional. Le groupe est connu pour sa musique néerlandophone entraînante et socialement engagée. Le groupe a souvent participé à des rassemblements d'action aux Pays-Bas et à l'international. Après le tournant du millénaire, le groupe se réunit à plusieurs reprises et donne des concerts de bienfaisance.

## Histoire
Le groupe se forme au début des années 1970, et sa première représentation se fait en 1973. En 1996, le groupe se reforme dans sa formation d'origine. Les Veulpoepers donnent ensuite des concerts de bienfaisance en novembre 2009 (soirée de bienfaisance Raakveld, 013, Tilbourg), en juillet 2011 (Ploegfestival, Bergeijk), en juin 2014 (Zomergeblaos, Vrijthof Hilvarenbeek) et à nouveau en 2024.

## Engagement

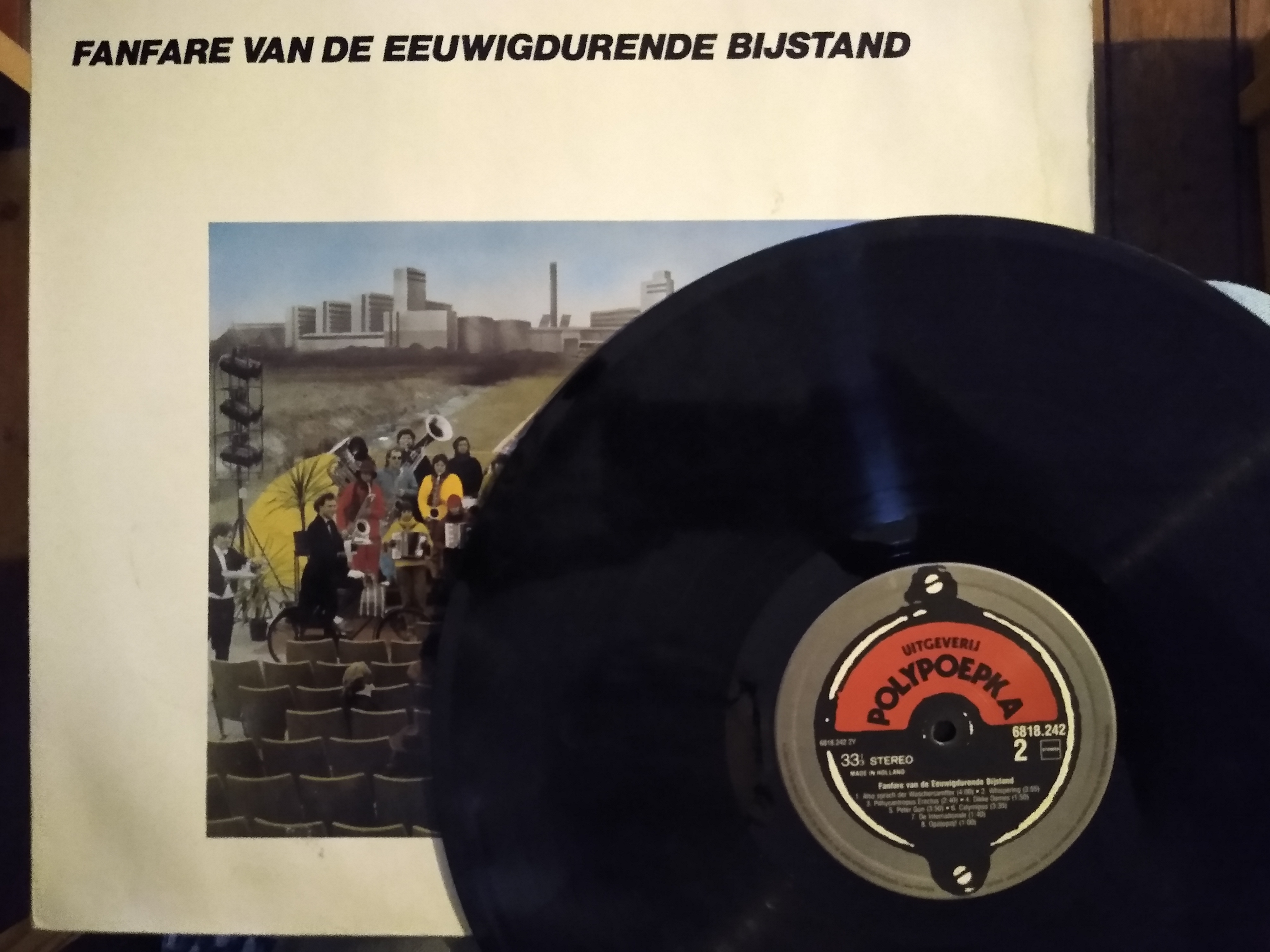
Fanfare van de Eeuwigdurende Bijstand (LP du groupe).

La presse classe idéologiquement le groupe de gauche. Dans leurs textes, les Veulpoepers s'en prennent notamment au renouveau éthique du CDA, au choix musical d'Hilversum 3, à Shell, à l'énergie et aux armes nucléaires, à Rabobank et au fabricant de bière Stella Artois. En 1979, le groupe se fait connaître au niveau national avec la chanson Den Egelantier, qui ne devient pas un hit malgré de bonnes ventes, parce que le groupe refuse de participer à des programmes télévisés, tels que TopPop, pour en faire la promotion.
En 1981, le groupe crée la fondation RK Veulpoepers BV (Stichting RK Veulpoepers BV). Cette fondation comprend des éléments tels que l'Eeuwigdurende Bijstand, le théâtre pour enfants Pielekepoep, l'imprimerie OKZ et la maison d'édition Polypoepka à Tilbourg. Cette officialisation marque cependant le début de la fin pour le groupe de folk. Le 5 septembre 1982, le RK Veulpoepers BV donne son concert d'adieu au Leijpark de Tilbourg. Plusieurs membres du groupe restent toutefois actifs dans divers projets musicaux et sociaux. 
Outre les fêtes et les concerts, le groupe participe régulièrement à des rassemblements d'action (aksies en maniefestasies), pour lesquels il crée un orchestre d'harmonie flexible avec un répertoire de chants de révolte, la Fanfare van de Eeuwigdurende Bijstand. En 1985, ce groupe empêche le Premier ministre Ruud Lubbers de prendre la parole pendant un certain temps lors de la dernière manifestation contre les missiles de croisière. 
À Hilvarenbeek, les Veulpoepers sont à l'origine du centre de jeunesse Lieve Hemel (depuis 1986 't Tref) et du Bikse Fiste, un festival qui attire à un moment donné 50 000 personnes.

## Discographie
- 1978 : Diarree
- 1981 : Een frisse wind
- 1982 : Houdoe, bedankt en blijf wakker
- 1996 : Van de pot gerukt (double album)